# Paysandú (departamento)
Paysandú é um departamento do Uruguai, sua capital é a cidade de Paysandú.

## Geografia
O departamento possui área total de 13.922 km², correspondente a 7,90% da área total do país.
O relevo é formado por ondulações que descem até o rio Uruguai, na fronteira com a Argentina. Na coxilha de Haedo nasce o rio Queguay, que atravessa o departamento de leste a oeste.
O clima é temperado.

### Limites
- Salto ao norte;
- Río Negro;
- Tacuarembó a leste;
- Argentina a oeste.

## Economia
O departamento é reconhecido por sua atividade industrial e comercial como um dos mais importantes do país.
Na agricultura destaca-se o cultivo de cereais, uva e linho, e na pecuária a criação de gado bovino e ovino.

## Demografia
De acordo com o censo de 2004, Paysandú possuía população de 113.244 habitantes, correspondente a 3,49% da população total do país. Para cada 100 mulheres existem 98,8 homens.
- taxa de crescimento populacional: 0,466%
- taxa de natalidade: 18,55 nascimentos por mil habitantes
- taxa de mortalidade: 8,59 mortes por mil habitantes
- idade média: 29,8 anos (29,3 homens e 20,3 mulheres)
- expectativa de vida no nascimento: 75,89 anos
  - homens: 72,64 anos
  - mulheres: 79,27 anos
- tamanho médio familiar: 2,68 filhos por mulher
- renda per capita urbana (cidade de 5.000 habitantes ou mais): 3.690,10 pesos uruguaios

## Principais centros urbanos
Cidades e povoados com mais de 1.000 habitantes, segundo o censo de 2004.
| Cidades/povoados    | população |
| ------------------- | --------- |
| Paysandú            | 73.272    |
| Nuevo Paysandú      | 7.468     |
| Chacras de Paysandú | 5.082     |
| Guichón             | 5.025     |
| Quebracho           | 2.813     |
| Tambores            | 1.180     |
| San Félix           | 1.149     |
| Piedras Coloradas   | 1.113     |
| Porvenir            | 1.035     |